# 眼罩

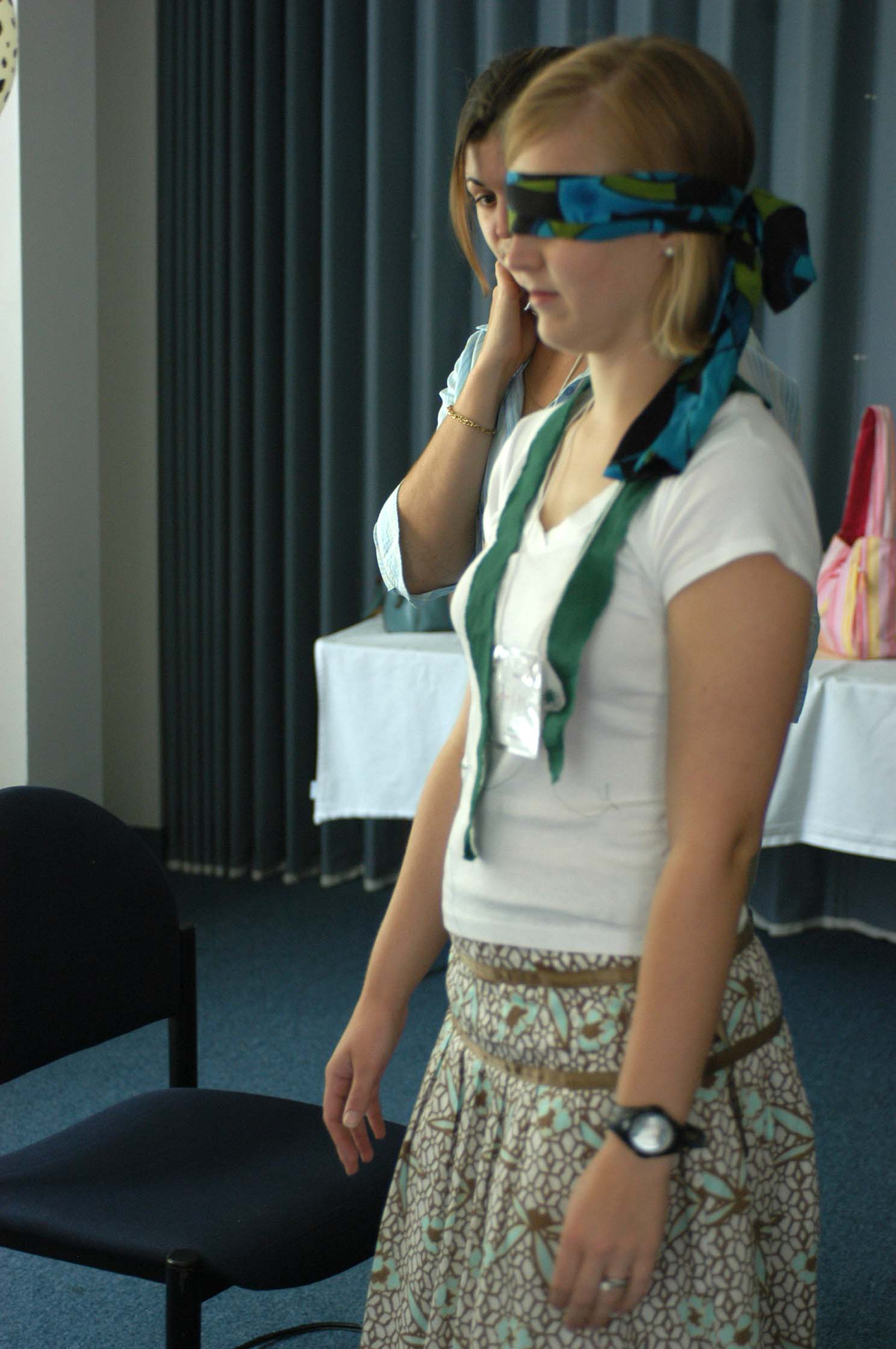
一個女人戴著眼罩。

眼罩通常是一塊布，被用來綁在一個人的頭部。以遮住眼睛並擋住佩戴者的視線，防止佩戴者睜開眼睛看見外物。雖然正確地佩戴眼罩，即使佩戴者眼睛是睜開的，也不能看見外物，但劣質的眼罩，佩戴者仍能從眼罩的周圍看到景物，尤其是靠近鼻子那邊，容易看到下方光線，甚光線可以穿過眼罩。

## 應用
眼罩可以使用在各種場合中：

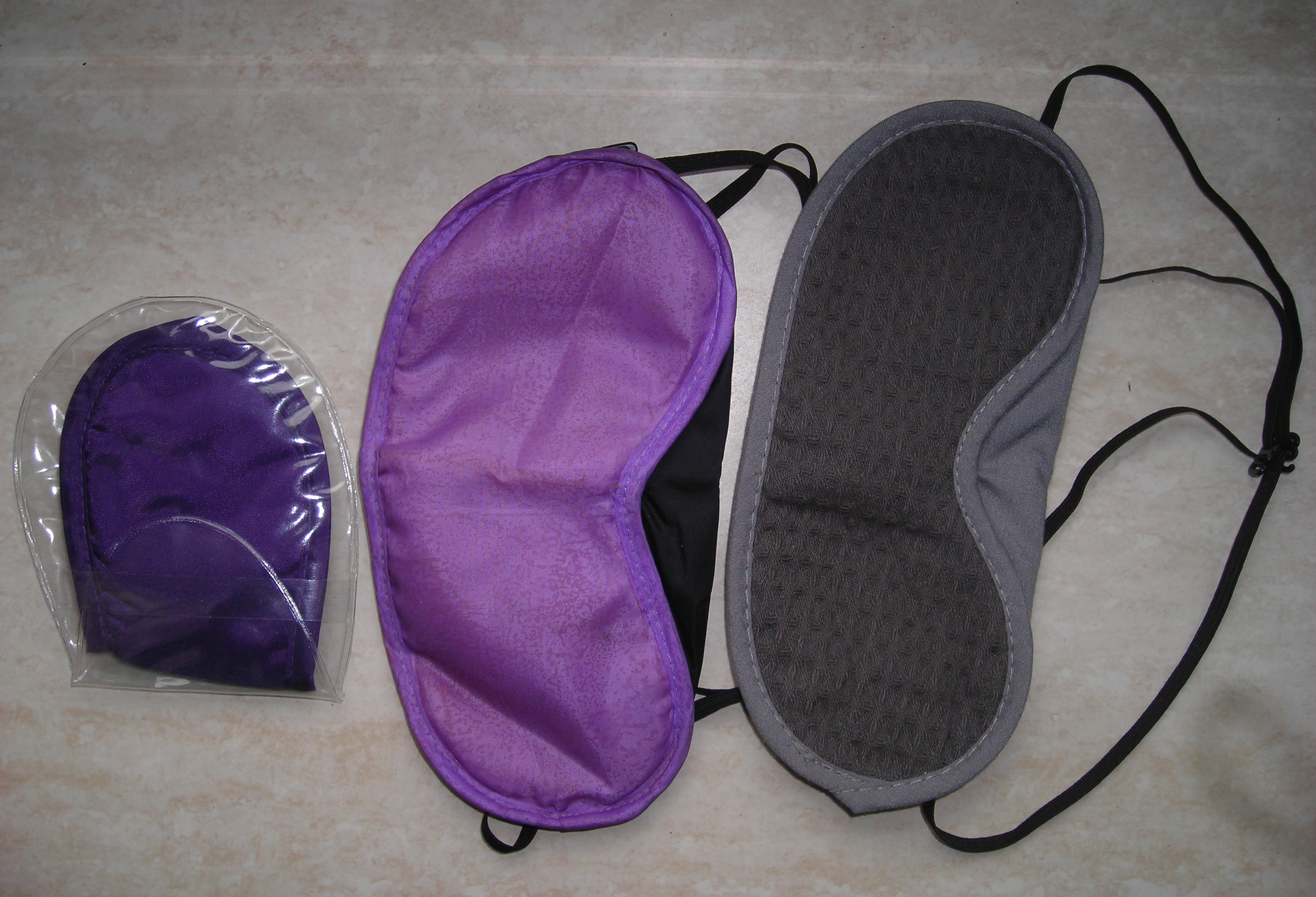
睡眠眼罩

- 作為一個睡眠眼罩：能阻擋光線在睡覺的時候，尤其是在航空旅行，或對那些在白天睡覺的人。據說，用眼罩遮住光線，能讓佩戴者進入更深層次的睡眠。青光眼患者應避免使用這些。
- 於團康遊戲中使用，例如驢尾巴、皮納塔、矇眼猜人、矇眼捉迷藏、矇眼玩恐怖箱。
- 在武術和舉重中使用，鼓勵人依賴視覺以外的其他感官，如觸覺或聽覺。
- 作為感覺剝奪工具，讓人把注意力集中於自己，而不是外部圖像。
- 綁架受害者，劫持人質，囚犯等，避免被蒙住眼睛的人知道自己的位置或看到犯人的長相。
- 魔術表演：在表演中常用的伎倆。
- 眼睛疾病、眼科手術之後佩戴以保護眼睛。古代船舱内照明差暗，为单眼聚光易视，常戴一眼罩，并非盲眼
- 矇眼求婚：在無意中讓女生戴上眼罩帶到目的地，來個浪漫驚喜，等卸下眼罩後，男生告白及求婚。
- 婚禮：新郎(娘)矇眼猜新娘(郎)、新人矇眼親密互動(通常都是一位)。

### 性科學
矇眼性行為，男女之間，通常女性戴眼罩居多，少了視覺增加刺激感，又或者由男性主導床事。

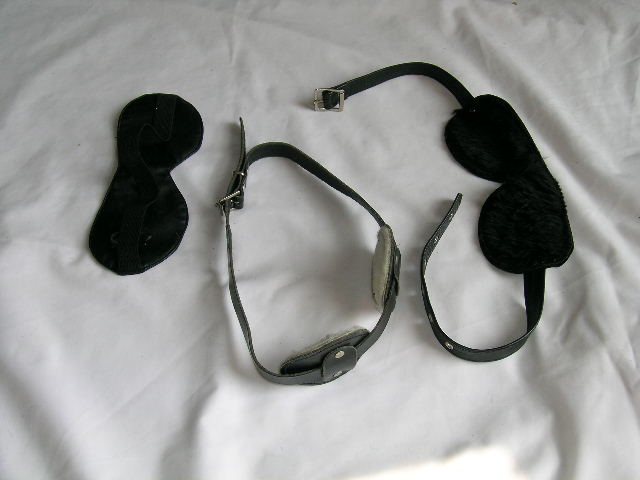
BDSM用眼罩的收集